# Unión Eléctrica de Canarias
Unión Eléctrica de Canarias, S.A.U. (más conocida como UNELCO por las siglas de su fundadora, Union Electric Company) es una empresa española dedicada a la generación de energía eléctrica, fundada en Gran Canaria en 1930, que tuvo el control de la práctica totalidad de la producción de energía eléctrica en las Islas Canarias. En 1970 absorbió Riegos y Fuerzas de La Palma (RIFU), que era la otra gran empresa eléctrica canaria por aquel entonces. En 1988 fue absorbida por la multinacional Endesa, pasando en 2002 a denominarse Unelco Endesa.

## Historia

### Fundación
Unelco fue fundada en 1930, tras la fusión de varias compañías de Gran Canaria y Tenerife, siendo su propietaria inicial la estadounidense Union Electric Company. Posteriormente pasaría a depender de Central Public Service Corporation, de Chicago, que también era dueña de la eléctrica balear GESA.

### Expansión
Desde el momento de su constitución, Unelco fue estructurada empresarialmente en dos divisiones: Tenerife y Gran Canaria, que llegaron incluso a tener distintas tarificaciones para sus clientes. A partir de 1938 la empresa hizo uso exclusivo de combustibles líquidos para la generación eléctrica en las islas, ya que la energía hidráulica nunca supuso más del 5% de su producción. En esos años, adoptó el fuel-oil como combustible para sus principales centrales térmicas, en detrimento del carbón.
Las especiales condiciones de aislamiento de Canarias, unidas a las subidas del precio del combustible y el monopolio absoluto que ostentaba Unelco en la generación de electricidad, trajeron consigo un aumento de tarifas que en muchos casos tuvo que ser evitado con subvenciones públicas a la empresa.
En 1969, tras una fase de nacionalización económica llevada a cabo por la oligarquía franquista, la empresa fue adquirida por el gobierno, a través del Instituto Nacional de Industria (INI). Con su paso a la empresa pública, las tarifas de Unelco fueron ajustadas a los máximos peninsulares. En diciembre de 1970 absorbió a Riegos y Fuerzas de La Palma, empresa que había sido nacionalizada por el INI con anterioridad.

### Absorción por Endesa
En 1983, la empresa pública Endesa se hace con la participación estatal (en poder del INI) de Enher, Gesa, Unelco y Encasur. En 1988, Endesa es privatizada y absorbe a estas compañías, que pasan a pertenecerle en propiedad.
El 15 de febrero de 2002 se produce la escisión total de la compañía, integrada en el Grupo Endesa -la mayor empresa eléctrica de España- con el nombre corporativo Unelco-Endesa.
Las últimas inversiones en generación de la empresa se están centrando en la innovación tecnológica, siendo su última aportación, en 2009 el ciclo combinado de la central térmica de Granadilla, en la isla de Tenerife. Unelco es la propietaria de diez de las centrales térmicas activas en las Islas Canarias. (Ver Centrales térmicas en España). La central nº 11, Central térmica Cotesa, es propiedad de CEPSA.